# 齿间音塞音化
齿间音塞音化（英語：Th-stopping）是几种英语方言中齿擦音[θ, ð]被发音为齿塞音或齿龈塞音的现象。在印度英语和中上层爱尔兰英语等口语中，这两个齿擦音分别变为齿塞音[t̪, d̪]，因此不会与齿龈塞音/t, d/混同，例如，在这两种口语中，单词“tin”（爱尔兰英语读音为([tʰɪn]，印度英语读音为[ʈɪn]）与“thin”（发生齿间音塞音化后的读音为[t̪ʰɪn]）不同音。在另一些口语，如加勒比英语、尼日利亚英语、利比里亚英语，以及老派乡村或工人阶级的爱尔兰英语中，[θ, ð]发生塞音化后与/t, d/混同。在北美和英格兰南部的大部分工人阶级英语口语中，这两个齿间擦音演变为介于齿塞音和齿龈塞音之间的各种变体。在所有大陆日耳曼语中都出现了齿间音塞音化现象，例如德语中，英语“the”的同源词演变为“die”，英语“brother”的同源词演变为“Bruder”。

## 分布
在美国黑人英语中，“with”和“nothing”等单词里，标准发音中的[θ]先发生齿间音塞音化变成[t]，而由于美国黑人英语中存在齿龈塞音声门化现象，[t]继续演变为[ʔ]。因此这两个词在美国黑人英语里的真实发音分别为[wɪʔ]和[ˈnʌʔɪn]。:83除上述例子外，其他条件下也可观察到非词首的[θ]发生塞音化现象，尤其是[θ]处在鼻音之后和塞音之前时，例如“keep your mouth closed”中的[θ]。:90词首位置的[ð]也时常发生塞音化变为[d]，而词首的[θ]则一般不发生塞音化，如“thin”仍读[θɪn]。但在西印度口音中，词首的[θ]也有塞音化现象。
在美国北部内陆地区（如密尔沃基、芝加哥、克利夫兰、布法罗和斯克兰顿）、中西部上游地区（尤其是明尼苏达州铁岭地区和密歇根州上半岛等地的的芬诺斯坎底亚人后裔口语中）和大西洋中部地区（如费城和巴尔的摩），这一语音现象都较为明显。美国以外，如在英国伦敦，在少数操英格兰河口方言的人中也能观察到此现象，但发生塞音化的音仅限于词首的/ð/。菲律宾英语和其他一些亚洲的英语变体里也可观察到齿间音塞音化现象。
英格兰的谢菲尔德方言有时被称为“dee-dar”，因为该方言中词首的/ð/发生塞音化变成/d/。不过，1997年在谢菲尔德的一项研究发现，该现象很大程度上仅分布于老年男性的社会方言中。

## 引用
1. 1 2  Wells, J.C. . Accents of English 2. Cambridge: University Press. 1989: 565–66, 635. ISBN 9780521285407.
2. 1 2  Wolfram, Walter A. . Language. September 1970, 46 (3): 764. ISSN 0097-8507. JSTOR 412325. doi:10.2307/412325.
3. ↑  Wolfram 1969, p. 130, does however mention the use of 'a lenis [t]' as a rare variant.
4. ↑  van den Doel, Rias.  (PDF). Landelijke onderzoekschool taalwetenschap (Netherlands Graduate School of Linguistics). 2006: 268  [2022-04-02]. （原始内容存档 (PDF)于2022-07-24）.
5. ↑  van den Doel, Rias.  (PDF). Landelijke onderzoekschool taalwetenschap (Netherlands Graduate School of Linguistics). 2006: 251  [2022-04-02]. （原始内容存档 (PDF)于2022-07-24）.
6. ↑  Stoddart, Jana; Upton, Clive; Widdowson, J.D.A., , , London: Arnold: 76, 79, 1999